# Very Last Moment
Very Last Moment, soms aangeduid als Very Last Moment in Time, is een softrock-ballad geschreven door Steve Robson (Rascal Flatts, Sophie Ellis-Bextor, James Morrison), Troy Verges (Martina McBride, Lonestar), Hillary Lindsey (Rascal Flatts, Miley Cyrus, Bon Jovi). Het nummer gaat over dat men moet genieten van het leven alsof elke dag de laatste kan zijn.
Het nummer werd oorspronkelijk opgenomen door de Vlaamse zangeres Sarah en geproduceerd door Hans Francken (Clouseau). Het werd uitgebracht als single en verscheen op haar derde album Found My Space uit 2003. Naast de reguliere versie werd er tevens een akoestische Long String Version van het nummer uitgebracht.
In 2004 werd het als Very Last Moment in Time gecoverd door de Amerikaanse actrice-zangeres Lindsay Lohan voor het album Speak. Het door John Shanks en Kara DioGuardi geproduceerde nummer werd niet uitgebracht op single.
Rond september 2009 dook Rachel Kramers versie van Very Last Moment op. Op dat moment was Kramer bezig met de voorbereidingen voor haar eerste soloalbum. Very Last Moment in Time, zoals het nummer getiteld werd, was, naast 'Cause I... (Complete You) en Rocked You When I Loved You (Didn't I), een van de mogelijke drie eerste singles van de zangeres. Kramer liet de keuze uiteindelijk over aan haar fans. Uiteindelijk werd gekozen voor 'Cause I.